# Station Hamburg Holstenstraße
Station Hamburg Holstenstraße (Haltepunkt Hamburg Holstenstraße, kort Haltepunkt Holstenstraße) is een spoorwegstation in het stadsdeel Altstadt van de Duitse plaats Hamburg, in de gelijknamige stadstaat. Het station is onderdeel van de S-Bahn van Hamburg en alleen treinen van de S-Bahn kunnen hier stoppen. Het ligt aan de spoorlijnen Hamburg Holstenstraße - Pinneberg en Hamburg Hauptbahnhof - Hamburg-Altona. Tot 1967 bestond er ook een perron aan de parallel lopende langeafstandssporen van de spoorlijn Berlin-Spandau - Hamburg-Altona.

## Geschiedenis

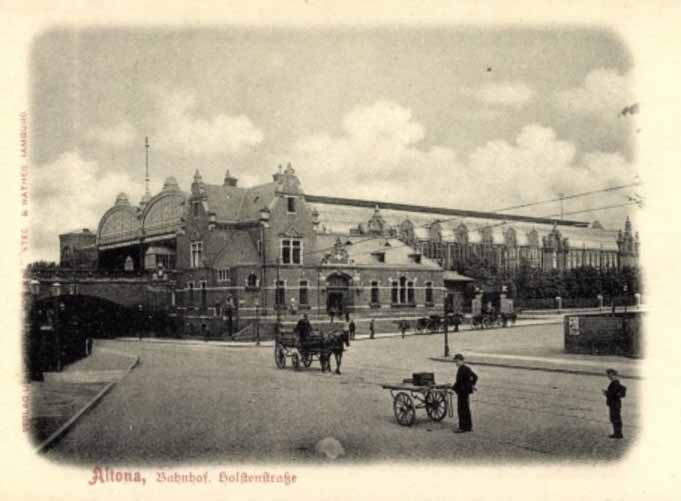
Station Holstenstraße in 1898

Het station werd in de loop van de ombouw van de verbindingslijn als halte voor personenverkeer geopend en verving het station Schulterblatt. Reden voor de nieuwbouw was dat voor een spoorlijn op maaiveld overwegen nodig zijn, die het toenemende wegverkeer hinderden. Met de bouw van nieuwe stations volgde de verhoging van de sporen. Het station Holstenstraße werd op 1 mei 1983 geopend. Tot 1912 was hier een overstap op het nabijgelegen "Bramstedter Bahnhof" van de Altona-Kaltenkirchener Eisenbahn-Gesellschaft mogelijk, het station werd goed gebruikt. Tot in de jaren '30 droeg het de naam Altona Holstenstraße.
Het station had toentertijd een perron voor de langeafstandstreinen en een perron voor de Hamburg-Altonaer Stadt- und Vorortbahn, de voorloper van de huidige S-Bahn. De perrons en de daarbij behorende sporen door twee bogen overkapt. Het station had een middelgroot, in jugendstil ontworpen stationsgebouw, dat in 1943 door Operatie Gomorrha volledig plat werd gebombardeerd. Ook de overkapping werd daarbij zwaar beschadigd en bestond bij het einde van de Tweede Wereldoorlog alleen uit een ijzeren skelet over de sporen van de S-Bahn. Deze werd tijdelijk gerepareerd met glas. Doordat verdere investeringen uitbleven, werden de resten van de overkapping en het stationsgebouw eind jaren '80 afgebroken.
Door toename van het aantal reizigers begon midden jaren '50 de planning voor een spoorlijn, die van station Holstenstraße via Elbgaustraße richting Pinneberg liep en gelijktijdig de S-Bahn van Hamburg met het netwerk van de AKN verbond. Door deze lijn kon de drukke spoorlijn naar station Altona worden ontlast en tegelijk voor forenzen de reistijd verminderd. De werkzaamheden begonnen op 26 september 1958. Bijzonder gecompliceerd was de bouw van noodzakelijke kruisingen aan de westzijde van het station evenals de nieuwbouw van twee 90 meter lange bruggen over de Stresemannstraße. De lijn naar Langenfelde werd op 22 februari 1962 in gebruik genomen. Tegenwoordig wordt deze lijn gebruikt voor de S-Bahntreinen in de richting van Elbgaustraße.
Vanaf 1967 stoppen op het station Holstenstraße geen langeafstandstreinen meer, het perron werd verwijderd.
Het huidige perron kreeg bij de verbouwingswerkzaamheden eind jaren '80 een overkapping naar het voorbeeld van de historische Jugendstil overkapping, als een verhoogd tongewelf, dat de sporen niet meer overdekt.

## Locatie en uitrusting
Het station ligt tussen de stations Sternschanze naar het oosten, Altona naar het zuiden en Diebsteich naar het noorden. Het station ligt in de buurt van het noordelijke einde van de Holstenstraße aan de Holstenplatz ongeveer 100 meter van de naamgevende straat. Noordelijk van het station bevindt zich de Stresemannstraße en de Neue Flora, zuidwestelijk de Holstenplatz met daar aansluitend de Holsten-Brauerei.
De ingang tot het eilandperron is aan de westzijde van het perron via de Holstenplatz. Een traploze toegang tot het perron is mogelijk.
Dienstregelingstechnisch was Holstenstraße zowel een station (Bahnhof) voor de langeafstands- als voor de S-Bahntreinen. Tegenwoordig is het station een halte (Haltepunkt) en een aansluiting (Abzweigstelle) aan de S-Bahnsporen, aan de langeafstandsporen zijn er geen dienstregelingspunten meer.
In de omgeving van het station bevinden zich meerdere bushaltes, die door lijnen van de HVV worden bediend.

## Treinverbindingen
De volgende S-Bahnlijnen doen station Holstenstraße aan:
| Serie | Treinsoort        | Route | Bijzonderheden |
| ----- | ----------------- | --- | -------------- |
|       | S-Bahn (DB Regio) | Altona – Holstenstraße – Dammtor – Hauptbahnhof – Berliner Tor – Bergedorf – Aumühle                                           |                |
|       | S-Bahn (DB Regio) | Elbgaustraße – Eidelstedt – Holstenstraße – Dammtor – Hauptbahnhof – Harburg – Harburg Rathaus – Neugraben – Buxtehude – Stade |                |

Hamburg Hauptbahnhof ·
Hamburg Dammtor ·
Hamburg Sternschanze · 
Hamburg Holstenstraße ·
Hamburg-Altona